# Plethodon ainsworthi
Plethodon ainsworthi es una especie exitinta de salamandra de la familia Plethodontidae. Era endémica de los Estados Unidos y sólo se conocía por su serie de tipos recopilada en el condado de Jasper, Misisipi en 1964. Investigaciones posteriores han puesto en duda su validez; podría ser un sinónimo más moderno de Plethodon mississippi.

## Descripción
La salamandra de Ainsworth es un Plethodon muy atenuado con extremidades cortas. Tiene 16 surcos costales, contando un surco en forma de Y en la ingle como dos surcos, y de cuatro a seis pliegues costales entre las extremidades comprimidas. Su peritoneo no está pigmentado de forma distintiva. Tiene 40 dientes premaxilares / maxilares y dientes palatinos en un parche mediano grande, 12 dientes de ancho y 18 dientes de largo. Los dientes de Vomerine están en dos filas en forma de arco bien separadas, con ocho a 10 dientes cada una. Al igual que con todas las especies de Plethodon, este tiene cuatro dígitos en el manus y cinco en el pes, una cola cilíndrica sin constricción basal y una lengua unida al frente.
En conservante, las muestras son de color marrón negruzco oscuro sin ningún patrón perceptible, y el peritoneo carece de pigmentación distintiva.
El holotipo y el paratipo fueron recolectados por Jackson Harold Ainsworth como Plethodon glutinosus en 1964, y descritos como una nueva especie, Plethodon ainsworthi, por James Lazell en 1998. No se conocen otros especímenes, y la localidad de recolección precisa es desconocido. El holotipo está dañado, el paratipo fue tan dañado que ahora se ha perdido. Sin embargo, las características distintivas de esta especie pueden deberse a una conservación inadecuada a largo plazo, lo que sugiere que no es un taxón válido.

## Hábitat y conservación
Sus hábitats naturales fueron los bosques templados y los manantiales de agua dulce . Se desconocen las razones de su extinción, pero probablemente involucraron la pérdida de hábitat. Plethodon mississippi, sin embargo, existe en el área donde se cree que se ha recolectado P. ainsworthi.